# NHL 1949/1950
Sezóna 1949/1950 byla 33. sezonou NHL. Vítězem Stanley Cupu se stal tým Detroit Red Wings.

## Konečná tabulka základní části
| Tým                 | Z  | V  | P  | R  | B  | VG  | IG  |
| ------------------- | -- | -- | -- | -- | -- | --- | --- |
| Detroit Red Wings   | 70 | 37 | 19 | 14 | 88 | 229 | 164 |
| Montreal Canadiens  | 70 | 29 | 22 | 19 | 77 | 172 | 150 |
| Toronto Maple Leafs | 70 | 31 | 27 | 12 | 74 | 176 | 173 |
| New York Rangers    | 70 | 28 | 31 | 11 | 67 | 170 | 189 |
| Boston Bruins       | 70 | 22 | 32 | 16 | 60 | 198 | 228 |
| Chicago Black Hawks | 70 | 22 | 38 | 10 | 54 | 203 | 244 |

## Play off
|  | Semifinále | Semifinále          | Semifinále |  |  | Finále Stanley Cupu | Finále Stanley Cupu | Finále Stanley Cupu |
|  |            |                     |            |  |  |                     |                     |                     |
|  | 1          | Detroit Red Wings   | 4          |  |  |                     |                     |                     |
|  | 3          | Toronto Maple Leafs | 3          |  |  |                     |                     |                     |
|  |            |                     |            |  |  | 1                   | Detroit Red Wings   | 4                   |
|  |            |                     |            |  |  | 4                   | New York Rangers    | 3                   |
|  | 2          | Montreal Canadiens  | 1          |  |  |                     |                     |                     |
|  | 4          | New York Rangers    | 4          |  |  |                     |                     |                     |

## Ocenění
| O'Brien Cup:               | New York Rangers                 |
| Prince of Wales Trophy:    | Detroit Red Wings                |
| Art Ross Trophy:           | Ted Lindsay, Detroit Red Wings   |
| Calder Memorial Trophy:    | Jack Gelineau, Boston Bruins     |
| Hart Memorial Trophy:      | Charlie Rayner, New York Rangers |
| Lady Byng Memorial Trophy: | Edgar Laprade, New York Rangers  |
| Vezina Trophy:             | Bill Durnan, Montreal Canadiens  |